# B12 (Band)
B12 ist der Name einer Band und eines Plattenlabels aus Großbritannien, die IDM-/Electronica-Musik veröffentlichen.
B12 Recordings war zunächst eine Plattenfirma, gegründet von Mike Golding und Steve Rutter, die in den frühen 1990er Jahren eine Anlaufstelle für die Veröffentlichung von Electronica und IDM war. Einen Hauptteil der Veröffentlichungen produzierten die Labeleigner unter verschiedenen Pseudonymen (zum Beispiel Musicology, Redcell, 2001, Infamix oder Cmetric), es gab aber auch Veröffentlichungen von Stasis (Steve Pickton) oder As One (Kirk Degiorgio).
Unter dem Bandnamen B12 erschienen später zwei Alben, eins davon in der richtungsweisenden Artificial-Intelligence-Reihe und eine EP sowie einige Compilationbeiträge bei Warp Records.
Im März 2005 spielte B12 in London das erste Mal nach acht Jahren wieder ein Live-Konzert.

## Diskografie

### Alben
- 1993: B12 – Electro-Soma (Warp Records; Compilation von Veröffentlichungen 1991–1993, Teil der Artificial Intelligence-Reihe)
- 1993: B12 – Prelude Part 1 (B12)
- 1996: B12 – TimeTourist (Warp Records)
- 2008: B12 – Last Days Of Silence Remixes (B12)
- 2008: B12 / Kirk DeGiorgio – B12 Records Archive Vol. 2 (B12)
- 2008: B12 – Last Days Of Silence (B12)
- 2017: B12 – Electro Soma II

### Singles und EPs
- 1998: B12 – 3EP (Warp Records)
- 2007: B12 – Slope (B12)
- 2007: B12 – Practopia (B12)
- 2008: B12 – 32 Lineup (B12)